# Боро (команда Формулы-1)
HB Bewaking Alarm Systems (Boro) — команда «Формулы-1», принимавшая участие в 8 Гран-при чемпионатов мира 1976 и 1977 года.
В чемпионате 1976 года команда приняла участие в 6 гонках: Гран-при Испании (13 место); Гран-при Бельгии (8 место); Гран-при Монако (не квалифицировалась); Гран-при Швеции (не финишировала; отказ двигателя); Гран-при Голландии (не финишировала; авария); Гран-при Италии (не финишировала; отказ двигателя — шатун). В чемпионате 1977 года команда приняла участие всего в двух гонках Гран-при Голландии (дисквалифицирована); Гран-при Италии (не квалифицирована).
Всего машины HB Bewaking Alarm Systems проехали 263 круга (1063 км).

## Результаты выступлений Боро в «Формуле-1»
| Легенда к таблице |                                                                    |
| --- | ------------------------------------------------------------------ |
| В таблице перечислены результаты всех Гран-при Формулы-1, в которых принимала участие команда. Строками таблицы являются сезоны, столбцами — этапы чемпионата мира. В каждой клетке указаны сокращённое название этапа и результаты гонщиков команды, дополнительно обозначенные цветом. Расшифровка обозначений и цветов представлена в нижеследующей таблице. |                                                                    |
| \| Пример \| Описание \| \| ------------ \| ------------------------------------------------------------------ \| \| 1 \| Победитель \| \| 2 \| Второе место \| \| 3 \| Третье место \| \| 5 \| Финишировал, заработав очки \| \| Сход \| Не финишировал, но при этом заработал очки \| \| 12 \| Финишировал, не получив очков \| \| НКЛ \| Финишировал, но не попал в финальную классификацию \| \| 15 \| Участвовал вне зачёта, либо по отдельной классификации \| \| 18 \| Не финишировал, но попал в финальную классификацию \| \| Сход \| Не финишировал \| \| НКВ \| Не прошёл квалификацию \| \| НПКВ \| Не прошёл предквалификацию \| \| ДСК \| Дисквалифицирован \| \| ИСК \| Исключён из протокола соревнований \| \| ТТ \| Заявлен для участия только в тренировках \| \| НС \| Участвовал в квалификации, но не стартовал в гонке \| \| Т \| Травмирован или болен \| \| ОТК \| Отказ от участия \| \| НТР \| Прибыл на соревнования, но на трассу не выезжал \| \| НПР \| Был заявлен в числе участников, но не прибыл к началу соревнований \| \| О \| Соревнования отменены \| \| \| Не участвовал \| \| Поул-позиция \| \| \| Быстрый круг \| \| |                                                                    |
| Пример | Описание                                                           |
| 1 | Победитель                                                         |
| 2 | Второе место                                                       |
| 3 | Третье место                                                       |
| 5 | Финишировал, заработав очки                                        |
| Сход | Не финишировал, но при этом заработал очки                         |
| 12 | Финишировал, не получив очков                                      |
| НКЛ | Финишировал, но не попал в финальную классификацию                 |
| 15 | Участвовал вне зачёта, либо по отдельной классификации             |
| 18 | Не финишировал, но попал в финальную классификацию                 |
| Сход | Не финишировал                                                     |
| НКВ | Не прошёл квалификацию                                             |
| НПКВ | Не прошёл предквалификацию                                         |
| ДСК | Дисквалифицирован                                                  |
| ИСК | Исключён из протокола соревнований                                 |
| ТТ | Заявлен для участия только в тренировках                           |
| НС | Участвовал в квалификации, но не стартовал в гонке                 |
| Т | Травмирован или болен                                              |
| ОТК | Отказ от участия                                                   |
| НТР | Прибыл на соревнования, но на трассу не выезжал                    |
| НПР | Был заявлен в числе участников, но не прибыл к началу соревнований |
| О | Соревнования отменены                                              |
| | Не участвовал                                                      |
| Поул-позиция |                                                                    |
| Быстрый круг |                                                                    |

| Сезон      | Шасси    | Двигатель                | Ш | Гонщики       | 1   | 2   | 3   | 4   | 5   | 6   | 7    | 8   | 9   | 10  | 11  | 12   | 13   | 14  | 15  | 16  | 17  | Место | Очки |
| ---------- | -------- | ------------------------ | - | ------------- | --- | --- | --- | --- | --- | --- | ---- | --- | --- | --- | --- | ---- | ---- | --- | --- | --- | --- | ----- | ---- |
| 1976       | Boro 001 | Ford Cosworth DFV 3.0 V8 | G |               | БРА | ЮАР | СШЗ | ИСП | БЕЛ | МОН | ШВЕ  | ФРА | ВЕЛ | ГЕР | АВТ | НИД  | ИТА  | КАН | США | ЯПО |     | НКЛ   | 0    |
| 1976       | Boro 001 | Ford Cosworth DFV 3.0 V8 | G | Ларри Перкинс |     |     |     | 13  | 8   | НКВ | Сход |     |     |     |     | Сход | Сход |     |     |     |     | НКЛ   | 0    |
| 1977       | Boro 001 | Ford Cosworth DFV 3.0 V8 | G |               | АРГ | БРА | ЮАР | СШЗ | ИСП | МОН | БЕЛ  | ШВЕ | ФРА | ВЕЛ | ГЕР | АВТ  | НИД  | ИТА | США | КАН | ЯПО | НКЛ   | 0    |
| 1977       | Boro 001 | Ford Cosworth DFV 3.0 V8 | G | Брайан Хентон |     |     |     |     |     |     |      |     |     |     |     |      | ДСК  | НКВ |     |     |     | НКЛ   | 0    |
| Источники: |          |                          |   |               |     |     |     |     |     |     |      |     |     |     |     |      |      |     |     |     |     |       |      |

### Комментарии
1. ↑  Болид разработан в 1975 году британской командой Ensign как Ensign N175. После судебного спора с бывшим спонсором команды, Ensign был вынужден уступить автомобиль голландской охранной компании HB Bewaking Systems. Новая команда использовала болид под номером Boro N175 (Boro 001)